# Waża Pszawela

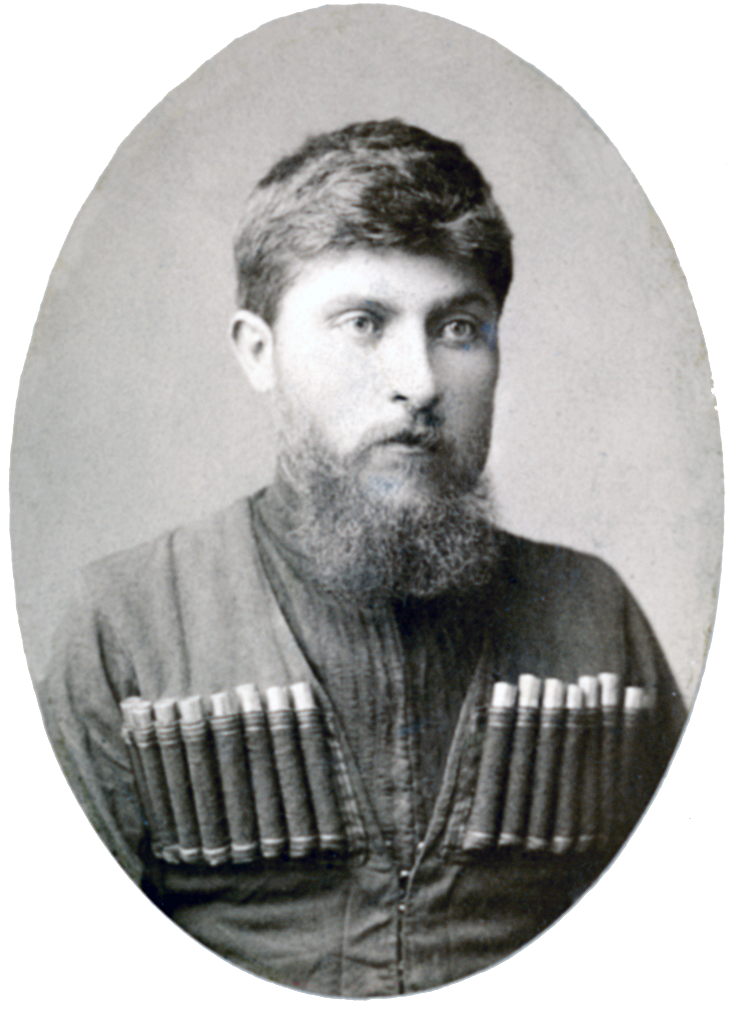
Waża Pszawela

Waża Pszawela, właśc. Luka Razikaszwili, (ur. 26 lipca 1861 w Czargali – zm. 10 lipca 1915 w Tbilisi), pisarz gruziński. Autor 36 epickich poematów z życia górali Pszawii, opartych na legendach i mitologii gruzińskiej, m.in. Aluda Ketelauri ['Aluda Ketelauri'] (1888), Gwelis mczameli ['zjadacz żmij'] (1901) oraz na wydarzeniach historycznych (Bachtrioni ['Bachtrioni'] 1892). Tworzył liczne liryki osobiste i miłosne, sztukę Mokwetili ['wyrzutek'] (1894), opowiadania z życia wsi, prace etnograficzne. Większość utworów w dialekcie pszawskim. Polskie przekłady jego twórczości znajdują się w Antologii poezji gruzińskiej (1961) i Poezji gruzińskiej (1985). Uczniami i następcami Pszaweli byli pisarz Grigol Robakidze i poeta Galaktion Tabidze.
Wiersze Waży Pszaweli tłumaczyli na język polski Tadeusz Chróścielewski, Leopold Lewin, Jerzy Litwiniuk, Aleksander Maliszewski, Marian Piechal, Igor Sikirycki, Stanisław Strumph-Wojtkiewicz i Jerzy Zagórski.